# Campidoglio (Springfield)
Il Campidoglio di Springfield (in lingua inglese Illinois State Capitol) è la sede governativa dello Stato dell'Illinois, negli Stati Uniti d'America.
Fu completato nel 1868 dall'architetto Alfred H. Piquenard in stile neo-rinascimentale francese.